# Olsen-banden ser rødt
Olsen-banden ser rødt er en dansk film fra 1976. Det er den 8. i rækken af Olsenbanden-filmene, og indeholder den scene, hvor Egon Olsen og kompagni bryder gennem murene på Det Kongelige Teater i takt til Friedrich Kuhlaus ouverture fra Elverhøj.
Filmen er instrueret af Erik Balling, der også har skrevet manuskript med Henning Bahs.
I nyere dansk biografhistorie er det den bedst sælgende danske film med 1,2 million solgte billetter, og ved en opgørelse i 2006 kun overgået i billetsalg af Titanic og Ringenes Herre - Eventyret om Ringen.
Filmen er ikke den mest solgte danske film i Danmark.
Før fjernsynets fik større udbredelse solgte for eksempel Morten Korch-filmatisering De røde heste fra 1950 over 2,3 millioner billetter.

## Handling
Egon løslades endnu engang fra fængslet i Vridsløselille. Vel hjemme i Jensens lejlighed, bliver han præsenteret for Yvonnes nye udfordring: Yvonne og Kjelds søn, Børge skal giftes med den gravide Fie, som er kronisk uheldig mht. håndtering af porcelæn. Egon har ikke planlagt noget kup, men har i stedet en oplevelse at byde på: For at dække sit mandatsvig tilbyder Lensbaron Løvenvold et vederlag på 50.000 kr. for at medvirke til forsikringssvindel, ved at foretage et proformaindbrud og -tyveri af slægtens kostbare kinesiske vase, som han efterfølgende vil afhænde til en hollandsk opkøber under en jagt på sit slot Borreholm.
Banden holder sin del af aftalen, "bryder ind" og stjæler vasen fra Løvenvolds Københavnske palæ, men Egon er ikke blevet inviet i hele Løvenvolds plan, så overleveringen går ikke iflg. aftalen: Vasen smadres (igen), Egon bliver behandlet som en lille lus, snydt for betalingen, anholdt og fængslet. I fængslet erfarer Egon, at den stjålne vase var en billig Hong Kong-kopi. Han skulle tydeligvis være syndebuk for at legitimere og fremskynde forsikringsselskabets erstatning for den smadrede vase. Imidlertid bliver Egon hurtigt løsladt med Yvonne som værge og banden tager til Borreholm for at få hævn ved at stjæle den originale vase. Egon får sin hævn i form af et øjeblik af overordentlig skønhed, men bliver fanget, mister vasen og bliver muret inde i slottets kælder og må reddes af Benny og Kjeld. Banden fortsætter jagten til Det Kongelige Teater, hvor Løvenvold og opkøberen mødes for at gennemføre transaktionen under en traditionel festforestilling på Gamle Scene.  Banden bryder, under dække af forestillingens ouverture, med stadigt mere støjende metoder, gennem fire vægge for at nå hen til elevatoren til Løvenvolds private loge, hvor de stjæler vasen og den røde kuffert med pengene under kapellets fremførelse af Beskjærm vor Konge.
Fie og Børge bliver gift, men må desværre undvære bryllupsgaven i form af dusøren på 20.000 kr., der var udlovet for vasen og tager på bryllupsrejse til Mallorca. De må  også undvære deres bagage og banden må undvære den røde kuffert med pengene, idet Fie har foretaget en beklagelig forbytning. Med Fie og Børge godt på vej, får Yvonne tid til at være værge for Egon, der derfor vælger at flygte tilbage i fængsel.

## Om filmen
Titlen Olsen-banden ser rødt henviser til filmens handling. At se rødt betyder at man bliver aggressiv, rasende mm. Olsen-bandens første opgave går ud på at arbejde for lensbaronen, som viser sig at være tilrettelagt svindel fra baronens side. Banden bliver så med rasende og vil hævne sig.
Det primære transportmiddel i filmen er som i de fleste andre film Bennys Chevrolet Bel Air, som de bruger til at komme rundt med, og som blandt andet bruges, da Benny og Kjeld henter Egon fra fængslet i starten af filmen. For at kunne financiere udstyr til kuppet i Det Kongelige Teater, låner banden kortvarigt en Volvo 144-taxi fra Valby-bilen for at franarre en forretningsmand tasken med nattens omsætning i Istedgade. Egon smugles ind på Borreholm som blind passager i "Maxim transportables" Renault Estafette i den tricolorefarvede kortege af Renault 4-biler.
Omdrejningspunktet for filmen er en kinesisk vase fra Ming-dynastiet (1368-1644), som banden gentagne gange forsøger at få fat i. Kina var i fokus netop i 1976, fordi dets leder Mao døde det år, så det er tænkeligt, at producenterne af filmen har ladet sig inspirere. 1976 var imidlertid også året,[kilde mangler] hvor flere lande begyndte at producere kopivarer. Ming-vasen bliver da også meget passende et par gange udskiftet med en kopi.
Løvenvolds slot, Borreholm, er i virkeligheden Vallø Slot, mens cateringfirmaet Maxims køkken i virkeligheden er køkkenet på Hotel d’Angleterre hvor optagelserne begyndte kl. 04:00 om morgenen, altså før den normale arbejdstid.

## Elverhøj, musikken og Teateret
Som udgangspunkt sættes handlingen i både Olsen-banden ser rødt og Elverhøj i gang af et foretående bryllup. Børge skal giftes med Fie, mens den kongelige lensmand på Tryggevælde, hr. Ebbesen skal giftes med jomfru Elisabeth Munk, kongens gudbarn og hr. Walkendorffs myndling på Højstrup. Begge historier har desuden forbytning og en stor del overtro med i handlingen. Således må Agnete i Elverhøj nøjes med se elverpigerne og -kongen i sin drøm, mens Joachim og Fritz i filmen må nøjes med at forveksle Benny og Kjeld med den hvide greve og den gale bisp i slottets svagt oplyste kælder.
Hilsnerne til Elverfolket begynder allerede tidligt i filmen, hvor bandemedlemmerne, som de facto lygtemænd, med hver sin stavlygte, bevæger sig op ad trappen i Løvenvolds palæ og frembringer levende skygger og flakkende lys i mørket.
Scenen på broen, hvor Egon afleverer vasen til Bøffen (Fritz), foregår mens mosekonen brygger. Denne gang er det lygterne på Bennys Chevrolet Bel Air og Bøffens Rolls Royce Phantom, der som lygtemænd dukker frem af tågen og skaber stemningen, idet den tillige ledsages af to romancer fra 1. akt af Elverhøj: Jeg lagde mit hoved (til Elverhøj) og Jeg gik mig i lunden (vogt dig, oh min pige). Som på et teater, udnytter scenen hele lærredets bredde, da de mødes på midten. Så vel er åen ikke Rubicon og vel er hverken Bøffen eller Egon Christian 4., men vel kan åen i filmens verden opfattes som værende Tryggevælde Å, hvor det ikke er terningen, men vasen, der bliver kastet.
Personen på billedet over Løvenvolds Francis Hunter pengeskab, hvis øjne Egon spionerer igennem, har en del lighedstræk med Christian 4., der har en fremtrædende rolle i Elverhøj. Egons indemuring kan være inspireret af Elverhøj akt 1 scene 4, hvor hr. Ebbesen fortæller Kongen og hr. Flemming om Elverkongens dagly; den tilmurede hvælving Elverkongens dunkle kammer i kirkemuren i Store Heddinge.
Efter diskussionen om værdien af et øjeblik af overordentlig skønhed eskalerer og bliver fysisk, må Benny vandre frem og tilbage over "teaterscenen" med vandet som bagtæppe, mens han behændigt mægler mellem Egon og Kjeld. Ledsaget af pompøse musikalske brudstykker fremstår scenen, som var den lånt fra et stykke af Holberg eller Heiberg og spillet på et teater.
Yderligere musikalske lån fra Elverhøj ledsager Løvenvolds jagtselskab, naturligvis 3. akts jægerkor; Herligt, en sommernat. Hornsignalets seks toner er samtidig baronens musikalske signatur, der dukker op, når der klippes til scener på slottet og scener, hvor baronen medvirker, oftest spillet på horn, men også på pauker
Cateringfirmaet Maxim Transportable ledsages ikke af musik fra Elverhøj, men med omkvædet fra visen Auprès de ma blonde, der som firmaets kendingsmelodi understreger indehaverens frankofile ambitioner.
Kuppet i Det Kongelige Teater, hvor banden stjæler både vasen og kufferten med pengene, er en af de mest kendte sekvenser i filmen og serien i det hele taget. Det udføres mens teatrets orkester; Det kongelige Kapel spiller ouverturen fra Elverhøj og banden udnytter de kraftige lyde fra musikken til at skjule deres støjende aktiviteter: Banden begynder at rive væggene ned, hver gang der er kraftige passager i musikken, hvis harmonier matches af lydene fra enten værktøj eller fx en bræddevæg som bryder sammen. Således smelter Bennys arbejde med boremaskinen sammen med og understøtter lyden af strygernes mere skingre toner. Egon følger med i partituret og dirigerer de andre så det passer perfekt ind i musikken.
I det Kongelige Teater beskriver Egon, hvordan kampen mellem institutionens kunstnere og faggrupper har skabt mure (fysiske såvel som symbolske), der skal nedbrydes, før man kan nå frem til publikum:
Benny: Det' sgu da meget let! Egon: Nej! Det er ikke let. Der er ikke noget på det kongelige teater, der er let! Det er svært! Det hænger sammen med de ejendommelige arbejdsforhold, der er på teateret. Det er nemlig sådan, at orkesteret; kapellet, ka' ikke udstå operasangerne. Operaen afskyr balletten. Balletten kan ikke døje skuespillerne. Skuespillerne ka' ikke tåle hinanden.[Benny rynker bekymret panden] Det tekniske personale vil ikke ha' noget med nogen at gøre. ... sssh! Dér er han: Dirigenten; kapelmesteren! Dér er han: Han hader orkesteret.
Den manglende respekt mellem kapellet og -mesteren vises ved fx at lade musikerne ignorere dirigenten, der må slå taktstokken mod nodestativet for at få messingblæserne til at lægge tipskuponen fra sig, hvorefter ouverturen kan begynde. Men takket være den musikalske støtte fra de perfekt koordinerede lyde af bandens nedbrydningsarbejde vokser både kapelmesterens begejstring for og anerkendelse af kapellets indsats, som også må forbløffe musikerne selv.
Musikken, som blev spillet under kuppet, var en version af Kuhlaus ouverture til Elverhøj, som var ændret af Bent Fabricius-Bjerre for at få musikken til at passe med scenerne i filmen.
Den tydeligste afvigelse fra den originale ouverture optræder da Egon vinker aktionen i gang og banden sætter kurs mod musikerrummet: I originalen efterfølges den pompøse indledning med "outroen" fra Jeg gik mig i lunden og fortsætter med det sagte og rolige musikstykke, der ledsager Agnetes monolog ved højen i teaterstykkets 4. akts scene 2. I filmen springes dette stykke over for at gå direkte til ouverturens første (korte) gennemspilning af indledningen til selve 4 akt, der passer til bandens tempo. Ellers udgør ændringerne mest tilføjelse af ekstra krøller og moduleringer på op og nedgange mellem ouverturens del-elementer; noget Kuhlau selv i forvejen benytter intensivt i føromtalte indledning til 4. akt, der i sin helhed også optræder i ouverturens reprise.
Den Fabricerede ouverture har ligesom forlægget repriser, så det er helt i overensstemmelse med originalen, at banden kan bruge den samme kraftige passage (med forskellige forlængelser og/eller spring) før 2. akt romancen Nu løvsalen skygger, både til at nedbryde væggen mellem musikerne og operaen med hammer, koben, børste og knibtang og til sidst reprisen til at bore huller og sprænge den sidste væg mellem skuespillerne og det tekniske personale, hvorefter kapelmesteren er blevet så henført af kapellets formidable indsats, at han nynner med på Nu løvsalen skygger. Et specielt humoristisk indslag er, at Benny er lige ved at tyvstarte med motor-mejslen på muren mellem balletten og skuespillerne, fordi kapellet i Fabricius-Bjerres udgave uventet tager en ekstra omgang af Nu lider dagen - kongen alene ti-i-ter bag grene fra 3. akt. Originalen nøjes med een. Men hvor ved Benny dét fra? Ved den senere reprise af kongen alene, efter rustningen er faldet og en forlænget optakt, er banden nået frem til brandvagten og elevatoren: Her følger filmen originalen med kun en enkelt gennemspilning.

## Medvirkende
- Ove Sprogøe – bandeleder Egon Olsen
- Morten Grunwald – Benny Frandsen
- Poul Bundgaard – Kjeld Jensen
- Kirsten Walther – Yvonne Jensen
- Jes Holtsø – Børge Jensen
- Lene Brøndum – Fie, Børge Jensens kæreste, senere ægtefælle
- Bjørn Watt Boolsen – Lensbaron Ulrik Christian Frederik Løvenvold
- Ove Verner Hansen – Fritz, baronens chauffør
- Ejner Federspiel – Joachim, baronens butler
- Else Marie Hansen – baronens husholderske
- Axel Strøbye – Kriminalassistent Jensen
- Ole Ernst – Politiassistent Holm
- Buster Larsen – Chefkok, Maxim Transportable[k]
- Ernst Meyer – Kok (åle-, lakse- og krebsepostej)[25]
- Bent Mejding – Dirigent for Det Kongelige Kapel
- Freddy Koch – Hollandsk opkøber
- Edward Fleming – Den hollandske opkøbers chauffør
- Claus Nissen – Chefpsykolog Mathias Gali
- Palle Huld[l] – Pornodirektør Hallandsen
- Asbjørn Andersen[m] – skuespiller; muligvis ham selv, i Christian 4.-kostume på Det Kongelige Teater
- Karl Stegger – Brandvagt
- Poul Thomsen – Taxachauffør
- Søren Rode – Ordenskapitlets sendebud

## Fodnoter
1. ↑  spoiler: Tjekhovs gevær
2. ↑  1,5 mio. kr.[4]
3. ↑  på Sankt Annæ Plads
4. ↑  dvs. Egon er Yvonnes myndling
5. ↑  ouverture og 5. akt af Elverhøj, samt 3. akt af Napoli[5]
6. ↑  der står taxi på bilens lysskilte, men Egon siger taxa[7]
7. ↑  Ove Verner Hansen spillede faktisk indirekte kongen i 1976-filmen Strømer
8. ↑  eller skuespilleren Morten Grunwald; skuespillerhumor, gennem den 4. væg
9. ↑  der springes dog efter knibtangsmanøvren
10. ↑  elver-
11. ↑  eller Maxims Transportable, afhængigt af, om man skal tro virksomhedens skilt, eller Ove Sprogøe og Buster Larsens udlægning[24]
12. ↑  Gæsteoptræden; hilsen til Hulds medvirken i Elverhøj (film fra 1939) og som Erik Walkendorff i Elverhøj på Det Kongelige Teater 1966
13. ↑  gæsteoptræden; spillede også rollen på Teatret 1966

## Ekstern henvisning
- Olsen-banden ser rødt på Internet Movie Database (engelsk)
- Olsen-banden ser rødt på Filmdatabasen
- Olsen-banden ser rødt på danskefilm.dk
- Olsen-banden ser rødt på danskfilmogtv.dk
- Olsen-banden ser rødt på Scope
- Olsen-banden ser rødt i Svensk Filmdatabas (svensk)
- Olsen-banden ser rødt på MovieMeter (nederlandsk)
- Olsen-banden ser rødt på AllMovie (engelsk)
- Olsen-banden ser rødt på Turner Classic Movies (engelsk)
- Olsen-banden ser rødt på The Movie Database (engelsk)
- Olsen-Banden-lokationer